# Publius Rutilius Lupus
Publius Rutilius Lupus († 11. června 90 př. n. l.) byl římský politik a konzul na rok 90 př. n. l. pocházející z plebejského rodu Rutiliů.
Rok před jeho konzulátem vypukla Spojenecká válka mezi Římem a jeho bývalými spojenci. Rutiliův kolega v konzulském úřadu Lucius Julius Caesar byl vyslán čelit Samnitům, zatímco Rutiliovi připadl boj s Marsy. Za svého staršího legáta si zvolil Gaia Maria, který byl jeho příbuzným. Marius mu radil, aby své nezkušené jednotky více vycvičil, než se střetne s nepřítelem v bitvě, ale Rutilius jeho rady ignoroval. Rutilius při postupu rozdělil své vojsko mezi sebe a Maria, každá polovina vojska měla postavit svůj most přes řeku Tolenus. Marsický velitel Titus Vettius Scato tábořil na druhé straně řeky. Poblíž mostu, který zbudovali Mariovi legionáři, postavil jen nepočetnou skupinu vojáků a s hlavní armádou vyčkával u Rutiliova mostu. Následující ráno padl Rutilius do pasti a ztratil většinu své armády, asi 8 000 mužů; on sám byl smrtelně raněn úderem do hlavy. Marius si všiml mrtvých těl plujících po řece, urychleně ji překročil a dobyl špatně bráněný nepřátelský tábor. Po stabilizování situace na bojišti donutil Vettia Scatona k ústupu. Bitva byla svedena na svátek Matralií, tedy 11. června 90 př. n. l.